# Cantone di Lhuis
Il Cantone di Lhuis era una divisione amministrativa dell'arrondissement di Belley con capoluogo Lhuis.
A seguito della riforma approvata con decreto del 13 febbraio 2014, che ha avuto attuazione dopo le elezioni dipartimentali del 2015, è stato soppresso.

## Composizione
Comprendeva 12 comuni:
- Bénonces
- Briord
- Groslée
- Innimond
- Lhuis
- Lompnas
- Marchamp
- Montagnieu
- Ordonnaz
- Saint-Benoît
- Seillonnaz
- Serrières-de-Briord